# جورج ساذرلاند
جورج ساذرلاند (بالإنجليزية: George Sutherland)‏ (و. 1862 – 1942 م) هو سياسي، وقاضي من الولايات المتحدة الأمريكية. ولد في باكينجهامشير.
تولى منصب عضو مجلس الشيوخ الأمريكي .وهو عضو في الحزب الجمهوري.

## التعليم
تعلم في جامعة بريغام يونغ، وجامعة ميشيغان.

## روابط خارجية
- جورج ساذرلاند على موقع الموسوعة البريطانية (الإنجليزية)
- جورج ساذرلاند على موقع إن إن دي بي (الإنجليزية)